# ズザンナ・フォン・バイエルン
ズザンナ・フォン・バイエルン（Susanna von Bayern, 1502年4月2日 - 1543年4月23日）は、バイエルン公アルブレヒト4世と妃クニグンデの末娘。姉はヴュルテンベルク公ウルリヒ妃ザビーナ。ミュンヘンで生まれた。
1518年8月、ブランデンブルク＝クルムバッハ辺境伯カジミールと結婚した。2人は5子をもうけた。
- マリー（1519年 - 1567年） - プファルツ選帝侯フリードリヒ3世妃
- カタリーナ（1520年 - 1521年）
- アルブレヒト・アルキビアデス（1522年 - 1557年）
- クニグンデ（1524年 - 1558年） - バーデン＝ドゥルラハ辺境伯カール2世妃
- フリードリヒ（1525年）

1527年にカジミールと死別ののち、1529年10月にプファルツ＝ノイブルク公オットー・ハインリヒ（ズザンナ死後にプファルツ選帝侯）と再婚した。2人の間の子供はない。
ズザンナは1543年にノイブルク・アン・デア・ドナウ（現在のドイツ・バイエルン州の町）で死去した。